# Proletarisering
Proletarisering är en process där individer eller grupper förlorar ägande av produktionsmedel och därmed tvingas sälja sin arbetskraft för att överleva. Termen används främst inom marxistisk teori och ekonomisk sociologi där den ses som en process som förstärker klassklyftorna. Inom marxistiska teori betecknas proletarisering som den viktigaste faktorn i en pågående begränsningen av människors sociala rörlighet.[källa behövs]

## Marxs teori
För Marx var proletariseringen kapitalackumulationens baksida. Tillväxten av kapitalet innebar tillväxten av arbetarklassen. Utbyggnaden av kapitalistiska marknader och vidsträckta privatiseringar, överlät alltmer tillgångar till kapitalisterna, de privata ägarna, och koncentrerade på så sätt rikedom i allt färre händer. Därför ökade andelen av befolkningen som var beroende av lönearbete för en inkomst, dvs en allt större folkmassa blev tvungen att sälja sin arbetskraft eftersom de saknade tillgångar eller andra inkomstkällor. På så sätt proletariserades stora delar av befolkningen, och framförallt bönderna på landet var utsatta.